# Chlidones insignicollis
Chlidones insignicollis là một loài bọ cánh cứng trong họ Cerambycidae.